# مرجان گزنده
مرجان گزنده (نام علمی: Millepora) نام یک سرده از رده آب‌سان‌زیان است.